# Færdig med Kvinder
Færdig med Kvinder (originaltitel No More Women) er en amerikansk stumfilm fra 1924 instrueret af Lloyd Ingraham.

## Medvirkende
- Matt Moore som Peter Maddox
- Madge Bellamy som Peggy Van Dyke
- Kathleen Clifford som Daisy Crenshaw
- Clarence Burton som 'Beef' Hogan
- George Cooper som Tex
- H. Reeves-Smith som Howard Van Dyke
- Stanhope Wheatcroft som Randolph Parker
- Georgia Hale som Marjorie